# Frédéric Guesdon

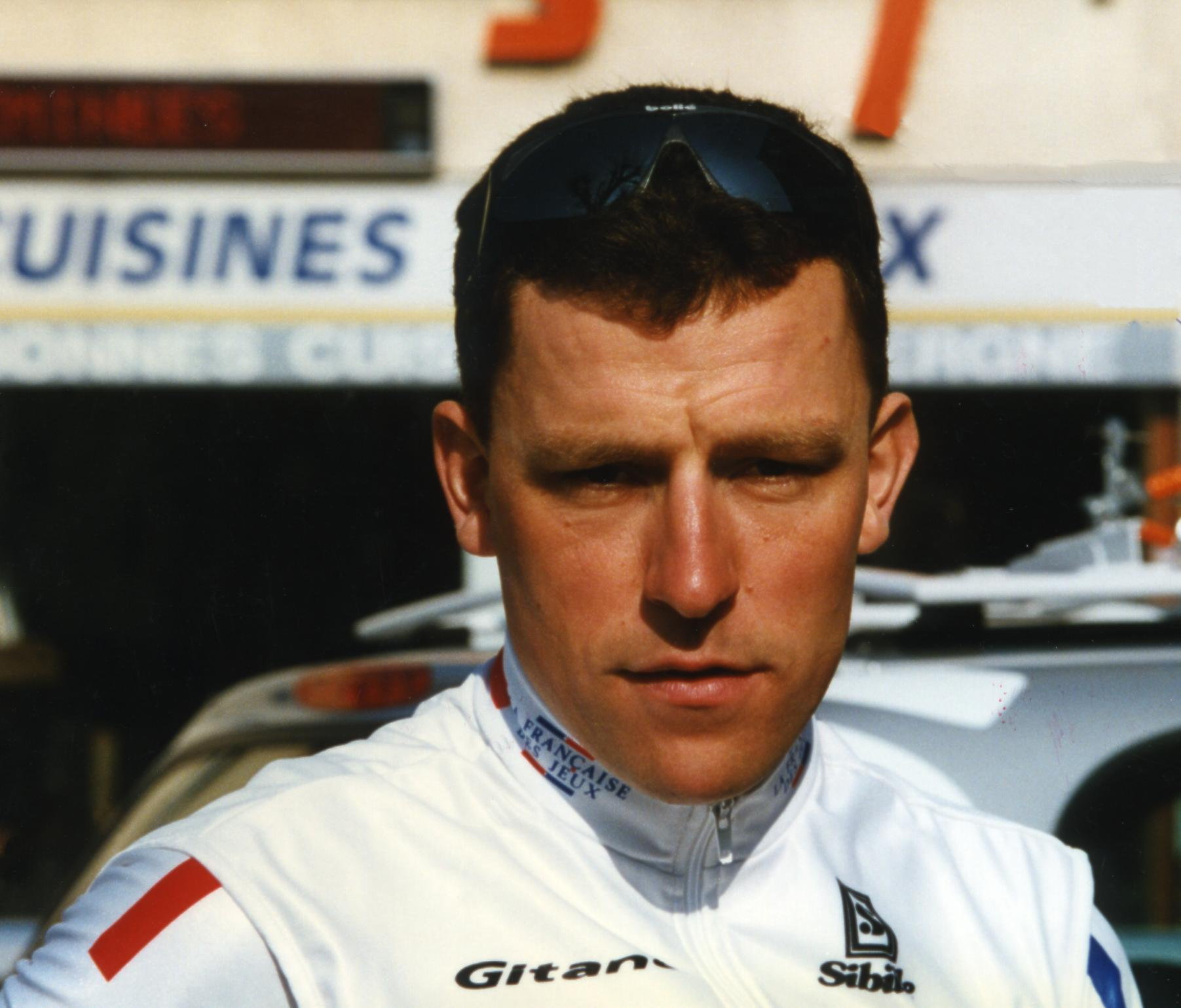
Frédéric Guesdon a la París-Niça 1997

Frédéric Guesdon (Saint-Méen-le-Grand, 14 d'octubre de 1971) és un ciclista francès, professional des del 1995 al 2012. En el seu palmarès destaca la París-Roubaix de 1997 i la París-Tours de 2006. Actualment dirigeix l'equip FDJ.

## Palmarès
- 1987
  - 1r a la Volta al Bidasoa
- 1992
  - 1r al Circuit de les dues províncies
- 1993
  - 1r al Circuit de les dues províncies
- 1997
  - 1r a la París-Roubaix
  - 1r a la Classic Haribo
  - Vencedor d'una etapa del Tour del Llemosí
- 1999
  - Vencedor d'una etapa del Tour de l'Ain
- 2000
  - Vencedor d'una etapa del Critèrium del Dauphiné Libéré
  - Vencedor d'una etapa del Giro della Provincia di Lucca
- 2002
  - Vencedor d'una etapa del Critèrium del Dauphiné Libéré
- 2006
  - 1r a la París-Tours
  - Vencedor d'una etapa de la Tropicale Amissa Bongo
- 2007
  - 1r a la Tropicale Amissa Bongo
- 2008
  - 1r a la Tro Bro Leon

### Resultats al Tour de França
- 1996. 108è de la classificació general
- 1997. 111è de la classificació general
- 1998. 67è de la classificació general
- 1999. 106è de la classificació general
- 2000. 116è de la classificació general
- 2001. 124è de la classificació general
- 2002. Abandona (17a etapa)
- 2004. 129è de la classificació general

### Resultats al Giro d'Itàlia
- 2003. Fora de control (18a etapa)

### Resultats a la Volta a Espanya
- 2005. Abandona (11a etapa)